# Ghiacciaio Gildea
Il ghiacciaio Gildea (in inglese: Gildea Glacier) è un ghiacciaio vallivo lungo 10 km e largo 5, situato sulla costa di Zumberge, nella parte occidentale della Terra di Ellsworth, in Antartide. In particolare, il ghiacciaio, il cui punto più alto si trova a circa 2.500 m s.l.m., è situato sul versante occidentale della catena principale della dorsale Sentinella, nelle montagne di Ellsworth, a sud del ghiacciaio Donnellan. Da qui esso fluisce in direzione sud-ovest a partire dal versante occidentale del massiccio Craddock, scorrendo tra il monte Slaughter, a nord, e il monte Atkinson, a sud, fino ad unire il proprio flusso a quello del ghiacciaio Nimitz.

## Storia
Il ghiacciaio Gildea è stato così battezzato nel 2006 dal Comitato consultivo dei nomi antartici in onore di Damien Gildea, il leader australiano di diverse spedizioni della Fondazione Omega nella dorsale Sentinella e nell'isola Livingston tra il 2000 e il 2007. Tra le altre cose, nel 2005, Gildea ha compiuto un'ascesa del monte Craddock partendo dal ghiacciaio Bender, mentre nel 2006 ha diretto la preparazione di una mappa in scala 1:50.000 dell'area del monte Vinson poi pubblicata lo stesso anno dalla Fondazione Omega.